# جائزة نوبل للسلام
جائزة نوبل للسلام هي إحدى جوائز نوبل الخمسة التي أوصى بها ألفرد نوبل. لا تعرف إلى يومنا هذا أسباب اختياره للسلام كأحد مواضيع جوائزه. فمثلا يمكن تفسير جائزة نوبل في الكيمياء أو الفيزياء لكونه مهندس كيميائي. يقترح البعض بأن نوبل أراد أن يعوض تنامي القوة المدمرة فنوبل هو مخترع الديناميت ولكن الديناميت لم يستعمل قبل وفاته.
تمنح جائزة نوبل سنويا في العاصمة النرويجية أوسلو في العاشر من ديسمبر من قبل اللجنة النرويجية لجائزة نوبل. منحت لأول مرة سنة 1901.
يتم اختيار المترشحين للجائزة من قبل هيئة يعينها البرلمان النرويجي وذلك حسب وصية نوبل. حيث يتم منحها للذين «قاموا بأكبر قدر أو أفضل عمل للتآخي بين الأمم، من أجل إلغاء أو تخفيض الجيوش الدائمة ومن أجل الحفاظ على السلام وتعزيزه».

## الخلفية

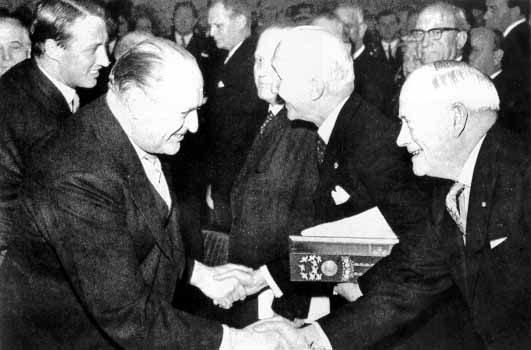
تسليم جائزة نوبل للسلام عام 1963.

ووفقاً لإرادة ألفريد نوبل، تمنح جائزة السلام للشخص الذي قام في السنة السابقة «بأكثر أو أفضل عمل للتآخي بين الأمم، من أجل إلغاء أو تخفيض الجيوش الدائمة ومن أجل عقد السلام والترويج له». كما أشار ألفريد نوبل إلى أن الجائزة تمنحها لجنة من خمسة أشخاص يختارهم البرلمان النرويجي.
توفي نوبل في 1896 ولم يترك تفسيرا لاختيار السلام كفئة جائزة. كما كان مهندس كيميائي مدرّب، كانت فئات الكيمياء والفيزياء خيارات واضحة. لكن السبب وراء جائزة السلام أقل وضوحا. وفقا للجنة نوبل النرويجية، فإن صداقته مع برثا فون سوتنر، وهي ناشطة سلام ومتلقية للجائزة في وقت لاحق، أثرت بعمق على قراره بإدراج السلام كفئة. يقترح بعض الباحثين في جامعة نوبل أن طريقة نوبل للتعويض عن تطوير القوى المدمرة. وشملت اختراعاته الديناميت والمقذفية، وكلاهما استخدمت بعنف خلال حياته. تم استخدام المقذفية في الحرب مثل جماعة الإخوان الجمهوريين الأيرلندية، وهي منظمة قومية أيرلندية، نفذت هجمات بالديناميت في عام 1880. وكان لنوبل أيضا دور فعال في تحويل البوفورز من منتج للحديد والصلب إلى شركة للأسلحة.
ومن غير الواضح لماذا رغب نوبل في إدارة جائزة نوبل للسلام في النرويج، التي حكمت بالاتحاد مع السويد في وقت وفاة نوبل. تتكهن لجنة نوبل النرويجية بأن نوبل ربما يعتبر النرويج أكثر ملاءمة لمنح الجائزة، لأنها لا تتمتع بنفس التقاليد العسكرية مثل السويد. ويلاحظ أيضاً أنه في نهاية القرن التاسع عشر، أصبح البرلمان النرويجي مشاركاً بشكل وثيق في جهود الاتحاد البرلماني الدولي لحل النزاعات من خلال الوساطة والتحكيم.

## الترشيح والاختيار
يعين البرلمان النرويجي اللجنة النرويجية لجائزة نوبل، التي تختار الحاصلين على جائزة نوبل للسلام.

### الترشيح
في كل عام تدعو اللجنة النرويجية لجائزة نوبل الأشخاص المؤهلين على وجه التحديد لتقديم ترشيحات لجائزة نوبل للسلام. وتحدد قوانين مؤسسة نوبل فئات الأفراد المؤهلين لتقديم ترشيحات لجائزة نوبل للسلام. المرشِحون هم:
- أعضاء الجمعيات الوطنية والحكومات وأعضاء الاتحاد البرلماني الدولي
- أعضاء محكمة التحكيم الدائمة ومحكمة العدل الدولية في لاهاي
- أعضاء معهد القانون الدولي
- الأكاديميون على مستوى الأستاذ أو الأستاذ المساعد في التاريخ والعلوم الاجتماعية والفلسفة والقانون واللاهوت، ورؤساء الجامعات، ومديري الجامعات (أو ما يعادلهم)، ومديري معاهد أبحاث السلام والشؤون الدولية
- الفائزون السابقون، بما في ذلك أعضاء مجلس إدارة المنظمات التي حصلت على الجائزة
- الأعضاء الحاليون والسابقون في اللجنة النرويجية لجائزة نوبل
- المستشارون الدائمون السابقون لمعهد نوبل النرويجي

لغة العمل في اللجنة النرويجية لجائزة نوبل هي النرويجية؛ وبالإضافة إلى اللغة النرويجية كانت اللجنة تتلقى تقليديًا ترشيحات باللغة الفرنسية والألمانية والإنجليزية، ولكن حاليًا تُقدم معظم الترشيحات إما باللغة النرويجية أو الإنجليزية. ويجب تقديم الترشيحات عادةً إلى اللجنة بحلول بداية شهر فبراير في عام الجائزة. ويمكن تقديم ترشيحات أعضاء اللجنة حتى تاريخ أول اجتماع للجنة بعد الموعد النهائي.
في عام 2009 بلغت الترشيحات رقمًا قياسيًا هو 205 ترشيحات، ولكن حُطم الرقم القياسي مرة أخرى في عام 2010 مع 237 ترشيحًا؛ وفي عام 2011 حُقق رقم قياسي جديد مع 241 ترشيحًا. ولا تسمح قوانين مؤسسة نوبل بإعلان معلومات حول الترشيحات أو الاعتبارات أو الأبحاث المتعلقة بمنح الجائزة لمدة 50 عامًا على الأقل بعد منح الجائزة. وبمرور الوقت أصبح العديد من الأفراد معروفين باسم «مرشحي جائزة نوبل للسلام»، ولكن ليس للترشيح مكانة رسمية، ويعني فقط أن أحد الآلاف من المرشِحين المؤهلين اقترح اسم الشخص للنظر فيه. في الواقع في عام 1939 رُشح أدولف هتلر بشكل ساخر من قبل أحد أعضاء البرلمان السويدي، وذلك للسخرية من ترشيح نيفيل تشامبرلين (الجاد ولكن غير الناجح). وجرى نشر الترشيحات منذ عام 1901 حتى عام 1971 في قاعدة بيانات.

### الاختيار
تنظر لجنة نوبل في الترشيحات في اجتماع توضع فيه قائمة مختصرة للمرشحين لمزيد من المراجعة. ثم يجري النظر في هذه القائمة المختصرة من قبل المستشارين الدائمين لمعهد نوبل، والذي يتألف من مدير المعهد ومدير الأبحاث، وعدد صغير من الأكاديميين النرويجيين ذوي الخبرة في مجالات الموضوع المتعلقة بالجائزة. عادة ما يكون لدى المستشارين بضعة أشهر لإكمال التقارير، والتي يجري النظر فيها بعد ذلك من قبل اللجنة لاختيار الحائز على الجائزة. وتسعى اللجنة إلى التوصل إلى قرار بالإجماع، لكن هذا ليس ممكنًا دائمًا. وعادة ما تتوصل لجنة نوبل إلى استنتاج في منتصف سبتمبر، ولكن في بعض الأحيان لا يُتخذ القرار النهائي حتى الاجتماع الأخير قبل الإعلان الرسمي في بداية أكتوبر.

## منح الجائزة
يقدم رئيس لجنة نوبل النرويجية جائزة نوبل للسلام بحضور ملك النرويج والعائلة المالكة النرويجية في 10 ديسمبر من كل عام (ذكرى وفاة نوبل). وجائزة السلام هي جائزة نوبل الوحيدة التي لا تُمنح في ستوكهولم. يتلقى الحائز على جائزة نوبل وثيقة رسمية وميدالية ووثيقة تؤكد مبلغ الجائزة. ويختلف المبلغ الممنوح بمرور الوقت، اعتمادًا على ربحية استثمارات إرث نوبل وسعر صرف العملة المحلية للمتلقي. ونحو عام 2020 كانت الجوائز النموذجية في حدود 10 ملايين كرونة سويدية تقريبًا، وهو ما يُترجم إلى نحو مليون دولار أمريكي.
منذ عام 1990 يقام حفل الجائزة في قاعة مدينة أوسلو.
منذ عام 1947 حتى عام 1989 أقيم حفل جائزة نوبل للسلام في بهو كلية الحقوق بجامعة أوسلو، على بعد بضع مئات من الأمتار من قاعة مدينة أوسلو. وبين عامي 1905 و1946 أقيم الحفل في معهد نوبل النرويجي. ومن عام 1901 حتى عام 1904، أقيمت المراسم في البرلمان (ستورتينغ).